# 阿尼 (加来海峡省)
阿尼（法語：Agny，法語發音：[aɲi]）是法国上法蘭西大區加来海峡省的一个市镇，属于阿拉斯区。

## 地理
阿尼（50°15'36"N, 2°45'34"E）面积6.05 平方千米，位于法国上法蘭西大區加来海峡省，该省份为法国北部沿海省份，西北濒北海，南至索姆省，东临北部省。
与阿尼接壤的市镇（或旧市镇、城区）包括：阿希库尔、梅尔卡泰勒、瓦伊、博兰、菲舍。

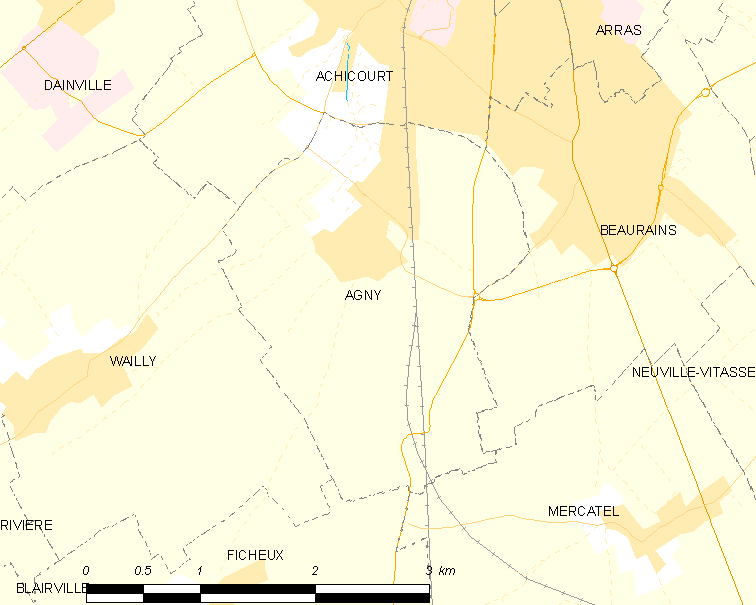
的OSM定位图

阿尼的时区为UTC+01:00、UTC+02:00（夏令时）。

## 行政
阿尼的邮政编码为62217，INSEE市镇编码为62013。

## 政治
阿尼所属的省级选区为阿拉斯第三县。

## 人口

1962-2008年间人口变化图示

阿尼于2022年1月1日时的人口数量为1863人。